# 关岛伊斯兰教
伊斯兰教在关岛的存在是很小的，集中在岛上唯一的清真寺。关岛的穆斯林有着各种各样的背景，既有来自传统的穆斯林国家，也有来自查莫罗和东南亚的信仰者和来自大陆的美国人。